# Prêmio Heinz Hopf
O Prêmio Heinz Hopf é concedido a cada dois anos pelo Instituto Federal de Tecnologia de Zurique. O prêmio agracia trabalho científico de destaque no campo da matemática pura. É denominado em homenagem ao matemático alemão Heinz Hopf, professor de matemática no Instituto Federal de Tecnologia de Zurique de 1931 a 1965. O prêmio tem valor financeiro de 30 mil francos suíços, concedido por ocasião da Palestra Heinz Hopf, apresentada pelo laureado.
O prêmio foi concedido a primeira vez em outubro de 2009.

## Laureados
| Ano  | Laureado             | País           | Instituto                                   | Título da palestra                                                          |
| ---- | -------------------- | -------------- | ------------------------------------------- | --------------------------------------------------------------------------- |
| 2009 | Robert MacPherson    | Estados Unidos | Instituto de Estudos Avançados de Princeton | How nature tiles space                                                      |
| 2011 | Michael Rapoport     | Alemanha       | Universidade de Bonn                        | How geometry meets arithmetic                                               |
| 2013 | Yakov Eliashberg     | Rússia         | Universidade Stanford                       | From Dynamical Systems to Geometry and Back                                 |
| 2013 | Helmut Hofer         | Estados Unidos | Instituto de Estudos Avançados de Princeton | From Dynamical Systems to Geometry and Back                                 |
| 2015 | Claire Voisin        | França         | Institut de Mathématiques de Jussieu        | Diagonals in algebraic geometry                                             |
| 2017 | Richard Schoen       | Estados Unidos | Universidade Stanford                       | How curvature shapes space                                                  |
| 2019 | Ehud Hrushovski      | Israel         | Universidade de Oxford                      | Logic and geometry: the model theory of finite fields and difference fields |
| 2021 | Jean-Pierre Demailly | França         | Universidade Grenoble-Alpes                 | Ainda não apresentada                                                       |